# 応西県
応西県（おうせい-けん）は中華民国南京国民政府（汪兆銘政権）湖北省にかつて存在した県。
1944年（民国33年）8月、応城県西部に設置された。1945年3月に再び応城県に統合された。